# ارماندو بيرنا
ارماندو بيرنا (25 أبريل 1981 بباليرمو في إيطاليا - ) هو لاعب كرة قدم إيطالي في مركز قلب الدفاع. لعب مع نادي أودينيزي ونادي بادوفا ونادي بارما ونادي باليرمو ونادي ساليرنيتانا ونادي ليفورنو ونادي مودينا وPaganese Calcio 1926 ‏.

## وصلات خارجية
- ارماندو بيرنا على موقع قاعدة بيانات كرة القدم.إي يو (الإنجليزية)
- ارماندو بيرنا على موقع عالم كرة القدم.نت (الإنجليزية)